# Меркурий (мифология)
Меркурий (Mercurius, Mircurius, Mirquurius) — в древнеримской мифологии бог-покровитель торговли, прибыли и обогащения, сын бога неба Юпитера. К его атрибутам относятся, крылатые шлем и сандалии, а также часто денежный мешочек. В руке он держит золотой жезл кадуцей — кадуцей (от лат. caduceator — парламентер, переговорщик), открывающий ему все пути. Согласно мифу Меркурий получил жезл от Аполлона и прибыл с ним в Аркадию, где обнаружил двух змей, которые грызлись друг с другом. Меркурий протиснул между ними палку, и они слились воедино. Так жезл Меркурия получил вышеупомянутое название как знак мира, обозначающий не что иное, как умиротворение и удаление от яда войны при помощи добрых мирных слов.
По имени быстроногого бога римлянами была названа первая от Солнца и наименьшая планета Солнечной системы Меркурий, так как она движется по небу быстрее других планет. Открыв ртуть, средневековые алхимики назвали новое вещество именем бога Меркурия. В древнегреческом пантеоне Меркурию соответствует Гермес.

## Культ
Торговые отношения древних римлян с греческими колониями на юге Италии принесли к ним не только промышленные товары, но и новые религиозные представления. В городе возникло представление о боге торговли Меркурии (от лат. merx — товар и лат. merco — торгую).
Культ Меркурия был официально принят в Древнем Риме в начале V века до н. э. В майские иды 495 года до н. э. у Большого цирка был освящён храм в его честь. Его открытию предшествовал скандал. Каждый из консулов хотел освящать храм лично. Сенат решил передать решение вопроса народу. Предполагалось, что тот, кто освятит храм, станет ведать хлебным снабжением и учредит коллегию торговцев. Народ избрал некоего центуриона Марка Летория «не столько ради того, чтобы его почтить … — сколько ради посрамления консулов».
Одновременно была учреждена коллегия купцов, получивших название mercatores или mercuriales. Также, практически одновременно с культом Меркурия ввели культы Сатурна «подателя хлеба» и Цереры. С течением времени из бога хлебного дела Меркурий сделался богом торговли вообще, богом розничной продажи, всех лавочников и разносчиков.
Существует несколько версий о возникновении культа Меркурия в Риме. По одной, так как торговцы были преимущественно плебеями, то открытие храма их богу покровителю стало своеобразной уступкой патрициев. Впоследствии Меркурия отождествили с древнегреческим богом Гермесом. Мифы классического периода истории Эллады о Гермесе экстраполировали на Меркурия. Их образы сблизились и переплелись настолько тесно, что стали неотличимыми. По другой версии — Меркурий был изначально заимствованным из древнегреческой мифологии Гермесом. Инкорпорирование культа Гермеса было связано с развитием товарообмена в Древнем Риме. Бог-посредник, каковым являлся Гермес, идеально подходил на роль бога-покровителя обмена и торговли. Как бы то ни было в императорскую эпоху образ греческого Гермеса и римского Меркурия слился настолько, что стал неотличимым.
Если связь и соответствие Меркурия Гермесу очевидно, то образ матери Меркурия Майи в Риме получил отличные черты от своего древнегреческого аналога. Образ греческой Майи слился с таковым богини плодородия Майи или Майесты, культ которой существовал в античной Италии. Римляне стали почитать Майю как мать Меркурия и супругу Вулкана, римского аналога Гефеста (Maia Vulcani). Луций Цинций Алимент, согласно Макробию, считал, что Майя стала эпонимом месяца мая; как аргумент он использовал, в частности, тот факт, что именно фламин Вулкана на майские календы (1 мая) совершал жертвоприношения Майе. Корнелий Лабеон, по словам Макробия, идентифицировал Майю как Благую богиню. Культ этой богини в Риме имел целый ряд существенных отличий от других культов. В её храмы и в посвящённые ей мистерии допускали исключительно женщин, а настоящее имя Благой богини было табуировано.
В майские иды (15 мая) в Риме отмечали меркуралии. Детальное описание мероприятий в этот день приведено в «Фастах» Овидия. Торговцы приходили к священному источнику Меркурия у Капенских ворот. После жертвоприношений они черпали из источника воду, которой после окропляли свои товары. Одновременно они просили прощения у бога за свои прегрешения, обманы и ложные клятвы, а также просили успеха в торговле. В этот день также совершали особые торжественные жертвоприношения Меркурию и его матери Майе в посвящённом богу торговли храме.
Символом мирных намерений бога был кадуцей. Позднее, вместе с торговыми отношениями, культ Меркурия распространился по всей Италии и по провинциям, особенно в Галлии и Германии, где находят много его изображений.